# Ибер Робер
Ибер Робер (фр. Hubert Robert; 22. мај 1733 — 15. април 1808) био је француски сликар из епохе Романтизма, познат по пејзажима и „капричима” (идеализоване представе архитектонских рушевина Италије и Француске). Кроз свој рад је ујединио искуства дизајнера вртова и сликара. Називали су га и „Робер од руина”.

## Галерија
- Уметников атеље (1760)
- Монах се моли у рушевини римског храма (око 1760)
- Велико степениште (1761—1765)
- Водопад у Тиволију (1776)